# Proceroplatus priapus
Proceroplatus priapus är en tvåvingeart som beskrevs av Loïc Matile 1988. Proceroplatus priapus ingår i släktet Proceroplatus och familjen platthornsmyggor.
Artens utbredningsområde är Nya Kaledonien. Inga underarter finns listade i Catalogue of Life.